# ريس ويلموت
ريس ويلموت (بالإنجليزية: Rhys Wilmot) هو لاعب كرة قدم بريطاني، ولد في 21 فبراير 1962 في نيوبورت في المملكة المتحدة. لعب مع سوانزي سيتي وغريمسبي تاون وكريستال بالاس ونادي أرسنال ونادي بليموث أرجايل ونادي توركي يونايتد ونادي ليتون أورينت ونادي هيرفورد.

## وصلات خارجية
- ريس ويلموت على موقع قاعدة بيانات كرة القدم.إي يو (الإنجليزية)
- ريس ويلموت على موقع Soccerbase.com (لاعب) (الإنجليزية)
- ريس ويلموت على موقع عالم كرة القدم.نت (الإنجليزية)